# Antigénero
El antigénero es el término con el que se designa a aquellas obras artísticas que producen rupturas significativas respecto al género de referencia. 
Es propuesto por el semiólogo argentino Oscar Steimberg para designar a aquellas obras, que rompen con los paradigmas genéricos en el orden referencial, enunciativo y estilístico, manteniendo una referencia al género con el cual confronta. Propone esta noción no solo para obras narrativas, ya sean literarias o cinematográficas, sino también para la pintura o la fotografía. En el caso de los géneros cinematográficos es un caso paradigmático de antigénero el spaghetti western. 
- En lo referencial, la ruptura puede darse en "un cambio en los motivos y temas de un género narrativo, o en los objetos o contextos representados en un género pictórico o fotográfico".
- En lo enunciativo, se trata de la irrupción del autor en un género en donde este acostumbra a estar ausente. También esa ruptura puede darse en el orden del  lenguaje, ya sea por lo lunfardesco o lo coloquial, en géneros que por sus características no lo incluyen.
- En el orden estilístico, el cambio de estilo hace referencia al abandono en la obra de referencia de algún aspecto de la estructura de este.

Podemos hablar de antigénero solo en aquellos casos en que la ruptura se de en los tres niveles. 

## La constitución de los géneros
Un antigénero, posteriormente, podrá “definirse como género a partir de la estabilización de sus mecanismos metadiscursivos, cuando ingresan en una circulación establecida y socialmente previsible”. Es decir, es necesario que una masa significativa, al encontrar una cierta cantidad de films estructuralmente similares desarrolle una terminología específica para nombrarlos, y se haga identificable la distinción de su género de referencia. 
No todos los géneros nacen a partir de antigéneros. La distinción es compleja ya que, en palabras de Rick Altman “es la industria quien los certifica”, y esta se encuentra atravesada por lógicas más bien comerciales que científicas. Muchas veces un género nace no como antigénero sino como un subgénero estabilizado con variaciones en alguno de estos tres niveles, de hecho la gran mayoría de los géneros, como la comedia musical, o el cine romántico, que funcionan más bien como subgéneros de un género mayor, pero que la industria cinematográfica los ha establecido como géneros independientes.